# Rue des Cheveux (Strasbourg)
Pour les articles homonymes, voir Rue des Cheveux.
La rue des Cheveux (en alsacien : Hoorgässel) est une voie de Strasbourg rattachée administrativement au quartier Gare - Kléber et située dans le quartier touristique de la Petite France. Amputée d'une partie de sa longueur par les bombardements de 1944, elle va de la rue du Bain-aux-Plantes, à l'angle de la place Benjamin-Zix, jusqu'à la place des Meuniers, créée dans les années 1960, alors qu'auparavant elle se prolongeait jusqu'à la Grand'Rue.

## Toponymie

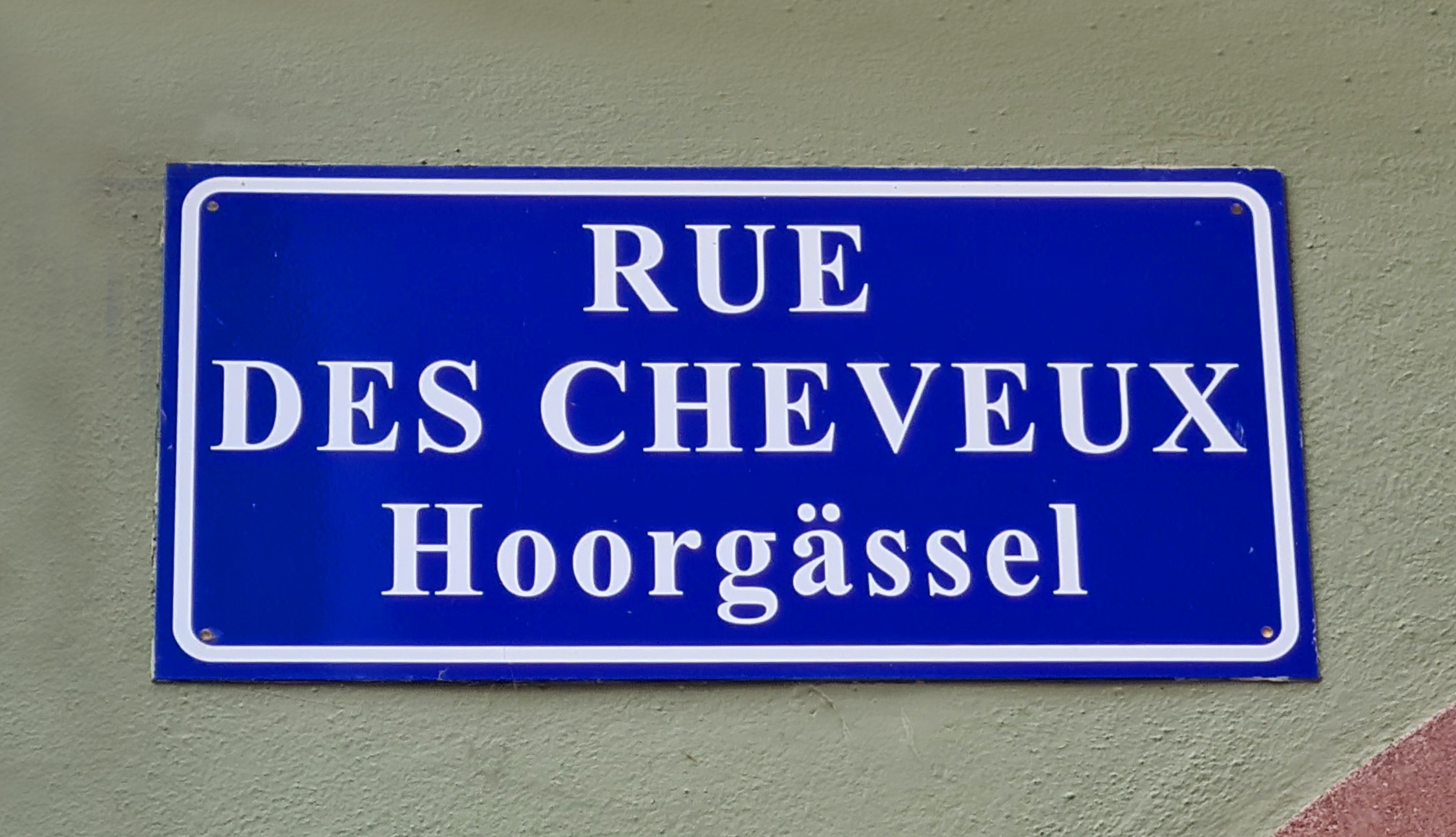
Plaque bilingue, en français et en alsacien.

La ruelle porte successivement les dénominations suivantes, en allemand ou en français : Horgessergesselin (1373), Horegasse (1427), Horgasse (1466), Haargässlin (1580), Haargasse (1587), rue des Cheveux (1792), rue de l'Imprimerie (1794), rue du Poil (1806), rue des Poils (1807, 1817), Haar-Gässlein (1817), rue des Cheveux (1849), Haargässchen (1872), rue des Cheveux (1918), Haargässchen (1940) et, à nouveau, rue des Cheveux depuis 1945.
L'origine du nom est liée à celui d'une famille, les Horgesser. Le patronyme se transforme en Hore, Hor, avant de devenir Haar (« cheveu »), d'où la « rue des Cheveux».
À partir de 1995, des plaques de rues bilingues, à la fois en français et en alsacien, sont mises en place par la municipalité lorsque les noms de rue traditionnels étaient encore en usage dans le parler strasbourgeois. La place est ainsi sous-titrée Hoorgässel.

## Histoire
Comme le fossé ne comportait pas de quai à cet endroit, l'ancienne rue des Cheveux desservait les maisons longeant le fossé des Tanneurs, de l'écluse à l'extrémité de la rue du Bain-aux-Plantes. Elle se prolongeait alors jusqu'à la Grand rue. 

Vues historiques.
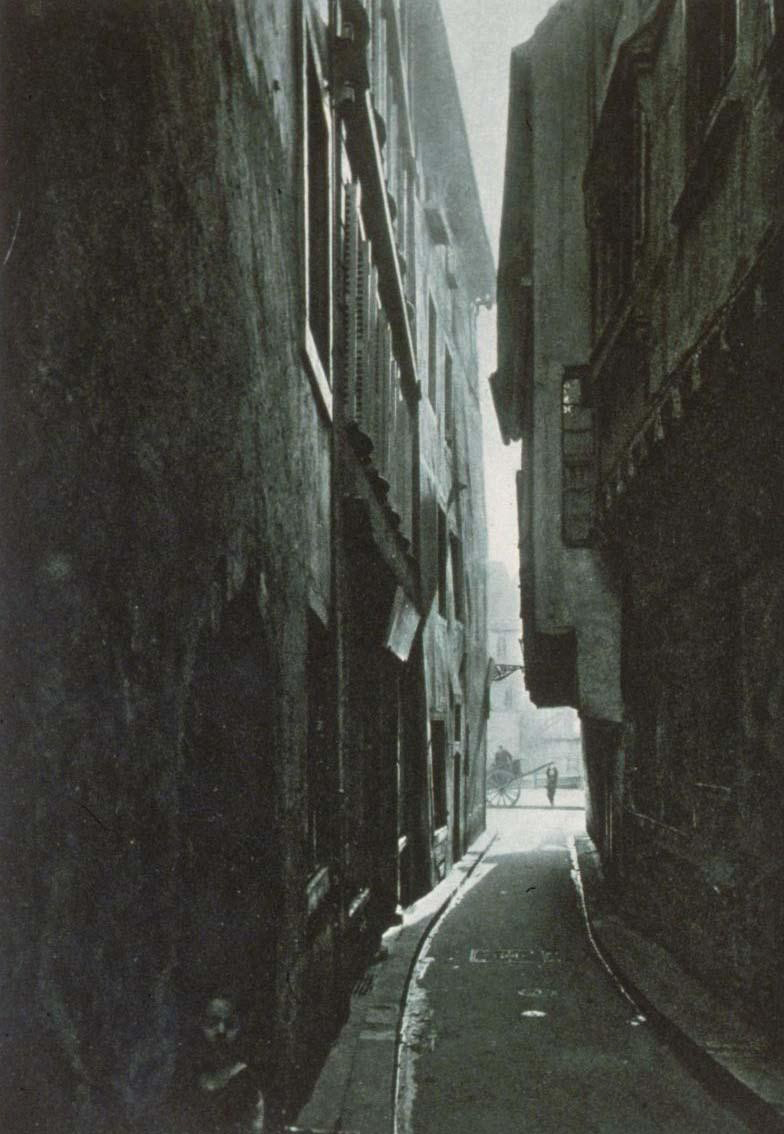
1919.
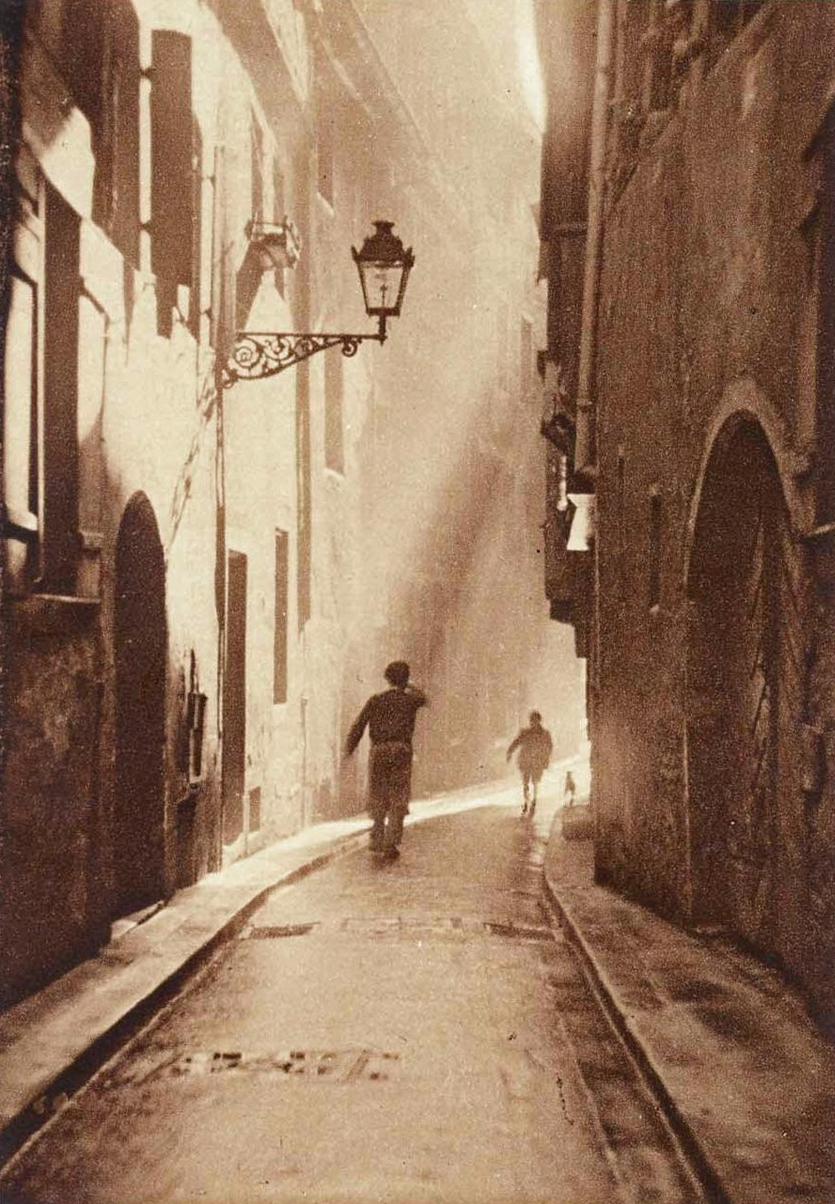
1920.

Après la destruction d'un certain nombre de maisons entre le Fossé des Tanneurs, la rue des Cheveux et la rue des Meuniers lors des bombardements de 1944, la Ville aménage la place des Meuniers sur cet emplacement. Désormais la rue des Cheveux s’interrompt là. On en aperçoit toujours l'ancien accès entre les nos 78 et 80 de la Grand-Rue.

## Bâtiments remarquables
no 4La façade, entièrement en pierres de taille, avec un rez-de-chaussée en appareil à refends, appartient au rococo strasbourgeois, un style en vogue au XVIIIe siècle. L'immeuble compte trois étages, deux d'entre eux possèdent des fenêtres à appuis galbés. Un cartouche sculpté surmonte la porte. Une partie de cette maison d'artisan, qui se trouvait autrefois sur la place du Corbeau, a été remontée dans la rue des Cheveux peu après 1840, afin de permettre la construction d'un grand immeuble au no 5 de cette place.

Immeuble n° 4.
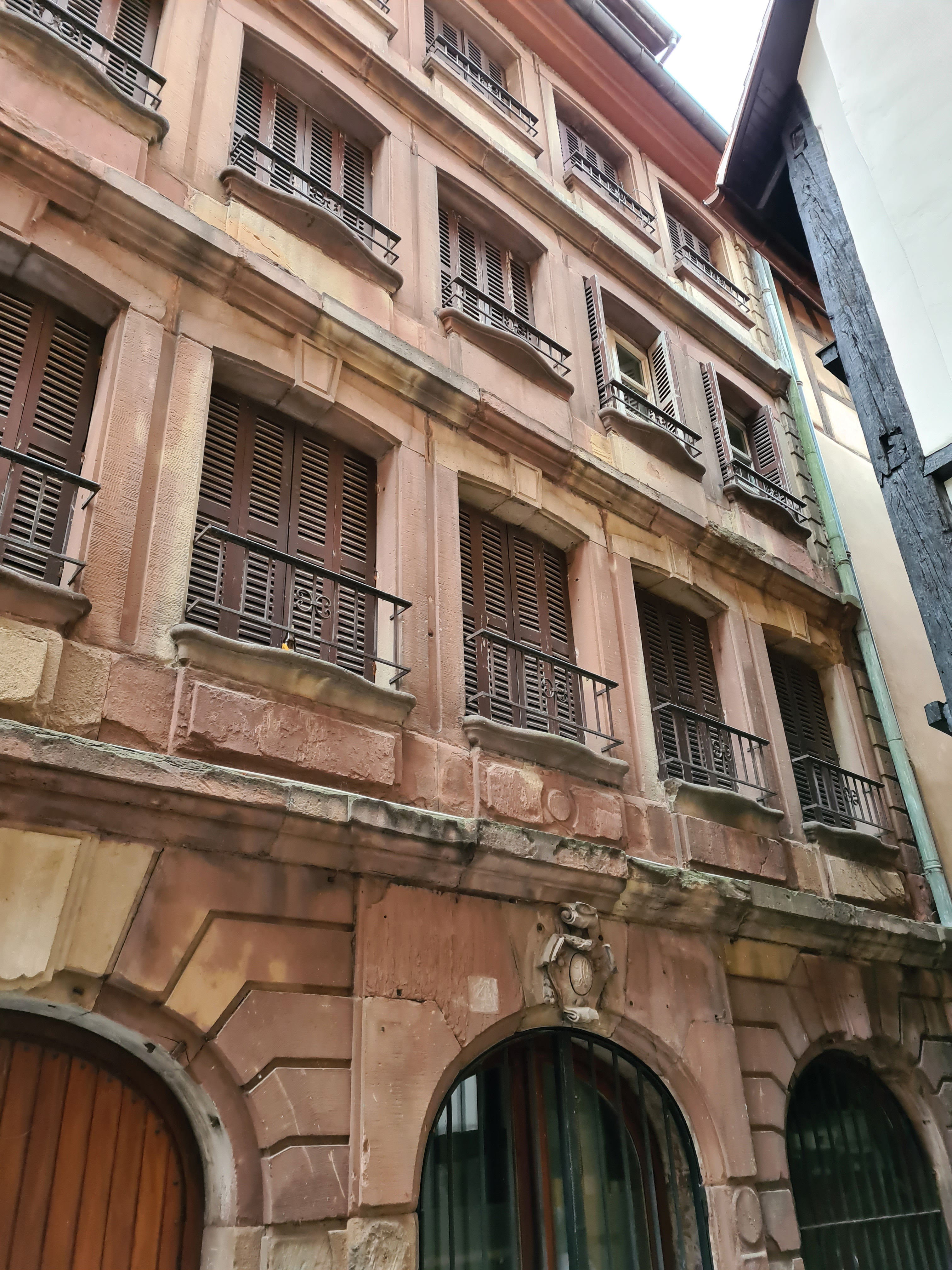
Façade.
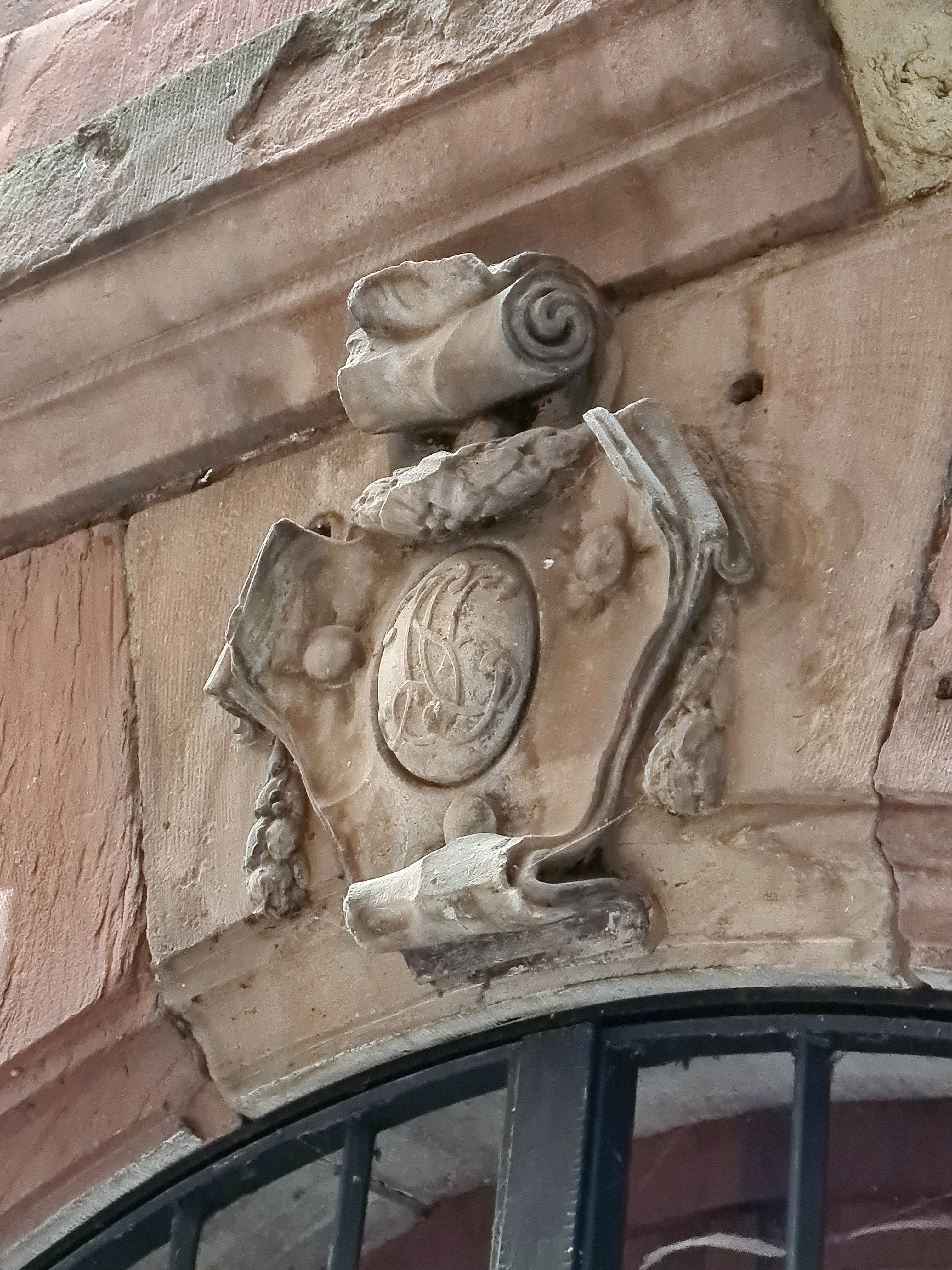
Cartouche sculpté.